# Ветулонія

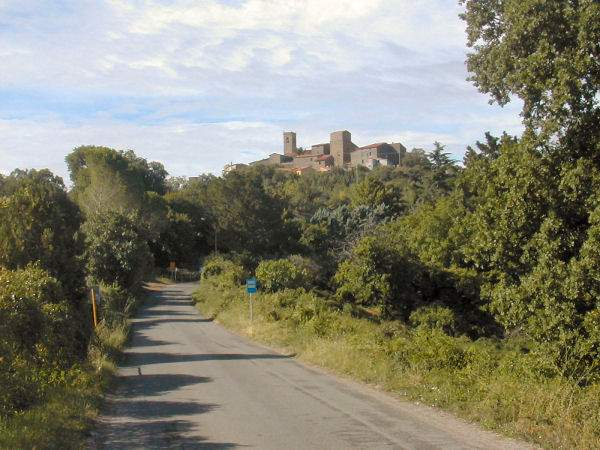
Загальний вигляд Ветулонії

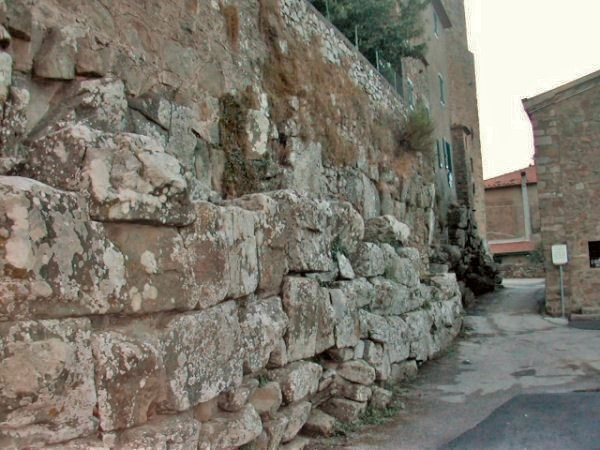
Циклопічні мури у Ветулонії

Ветулонія (італ. і лат. Vetulonia, також лат. Vetulonium) — італійське містечко у муніципалітеті Кастільйоне-делла-Пеская в провінції Гроссето, регіоні Тоскана. У давнину — самостійне місто-держава. Розташоване на відстані близько 165 км на північний захід від Рима.

## Історія
Перше поселення на місці Ветулонії виникло в IX ст. до н. е. Його мешканцями були представники культури вілланова.
З приходом етрусків поселення було оточене укріпленнями і набуло рис справжнього міста, яке нові господарі іменували Ватлуна (етр. Vatluna). Ватлуна була самостійною державою, розквіт якої припадає на VIII—VI ст. до н. е. Цим часом датовані циклопічні мури (італ. Mura dell'Arce) в центрі міста та величезні некрополі на його околицях. Найбільший некрополь Ватлуни має назву П'єтрера і відомий стовпоподібними фігурами «дедалічного» стилю. Місто славилося своїми ювелірами. Відомі були також місцеві гарячі джерела (лат. Aquae Vetuloniae).
Найшанованішим божеством у Ватлуні був бог моря Нетунс, зображення якого карбували на місцевих монетах. Місто мало власний флот. Ватлуна підтримувала зв'язки із Сардинією та Паданською долиною, а римляни саме звідси запозичили інсигнії магістратів — лікторські різки, фасції і курульне крісло. Діонісій Галікарнаський повідомляє, що союзниками Ватлуни були й чимало латинських міст.
З першої половини II ст. до н. е. Ватлуна опинилася під владою римлян, які називали місто на свій лад Ветулонією. З часом сільська округа Ветулонії була занедбана, поширювалася малярія і місто занепало. У середні віки навколишня місцевість кілька разів змінювала своїх господарів і врешті опинилася під владою родини Буріано — тож з часом і поселення почали іменувати Колонна ді Буріано (італ. Colonna di Buriano). У 1323 містечко увійшло до складу комуни Масса-Маріттіма, а в 1332 захоплене Сієною.
Назву «Ветулонія» місту повернули королівським декретом у 1887 році.